# بیکتیمیروو
بیکتیمیروو (انگلیسی: Biktimirovo) یک شهرک در شهرستان کراسنوکامسکی استان باشقیرستان کشور روسیه است.